# جيف فان كامب
جيف فـان كامب (بالإنجليزية: Jeff Van Camp)‏ هو لاعب كرة قدم أمريكية أمريكي، ولد في 9 سبتمبر 1987 في بينساكولا في الولايات المتحدة.